# Two Tunes
Two Tunes waren ein Schweizer Pop-Duo aus dem St. Galler Rheintal, welches von 1991 bis 1994 existierte. Im Mittelpunkt der eigenständigen Songs standen Donat Schilters markante Stimme, welche stark an Stings Gesang erinnerte, und das vorherrschende Gitarrenspiel von Michael Sele (The Beauty of Gemina).

## Gründung
Ende der 1980er-Jahre lernten sich der Ostschweizer Donat Schilter und Michael Sele aus Liechtenstein kennen. Beide verdienten damals ihren Lebensunterhalt mit Musikunterricht. Obwohl sie schon Erfahrungen als Bandmusiker hatten, entschieden sie sich 1991, das Pop-Duo Two Tunes (zwei Melodien) zu gründen, da sie von einer Zweier-Besetzung überzeugt waren. Dazu Schilter in einem Interview 1993: «Auf der Bühne ist jeder sehr stark auf den anderen angewiesen. Das kann manchmal sehr hart sein, dafür spüren wir, dass bei uns auch etwas abgeht.»

## Raindrops Talking
Schon im August 1991 ging das kleine Musikensemble in das Tonspur Studio in Buchs und nahm 13 eigene Songs auf. Donat Schilter übernahm die Lead Vocals, spielte Percussion, Akkordeon und Mundharmonika, während Michael Sele sämtliche Gitarrenparts und die Background Vocals übernahm. Das selbstproduzierte Debüt-Album «Raindrops Talking» erschien auf Brambus Records, stach durch seinen eigenständigen Sound hervor, indem es eine sparsame Instrumentierung und nachdenkliche Texte kombinierte, und erweckte das Interesse der Schweizer Musikindustrie. Vorerst aber gingen die beiden Musiker mit dem neuen Songmaterial auf Tournee, was bei der Zweimann-Band eine Herausforderung war. Dazu Sele: «Live muss ich eine ganze Band ersetzen. Ich spiele Bassläufe, Harmonien und solistische Elemente. Wir verwenden keine Konserve, trotzdem ist das Publikum oft von der Grösse unseres Sounds überrascht.»

## Verses of Life

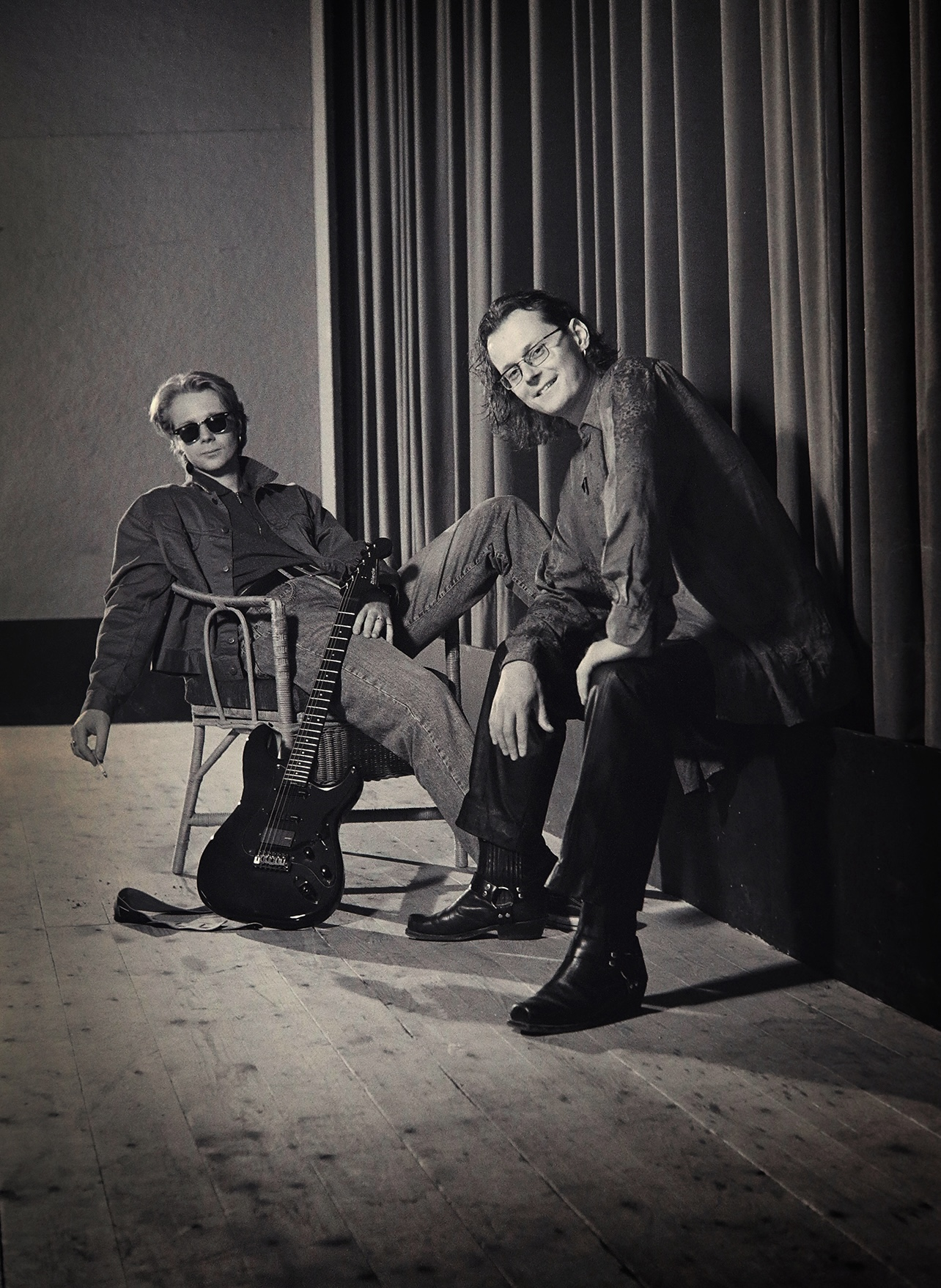
Two Tunes posieren für das Albumcover Verses of Life
(Foto: Roland Korner)

Aufmerksam geworden auf «Raindrops Talking», produzierte der Musiker Max Lässer das zweite Album der Two Tunes. Neben Lässer an der Gitarre unterstützten namhafte Jazzmusiker die Zweierband: unter anderem Christoph Stiefel (Piano, Keyboards, Hammondorgel), Jürg Grau (Trompete; Bügelhorn) und Carlo Schöb (Saxophon). Die Aufnahmen im Starboat Studio in Stäfa dauerten von Februar bis Mai 1993. Nachdem es abgemischt war, erschienen die elf neuen Songs, mit teils zeitkritischen Texten, auf dem Major-Label Sony Music. Dazu Gitarrist Sele: «Nach der ersten Produktion erhielten wir bereits gute Angebote, doch wir haben erst nach Beendigung des neuen Albums den Kontakt wieder gesucht. Dass uns jetzt sogar Sony genommen hat, ist eine tolle Bestätigung unserer Arbeit.»
Der SonntagsBlick titelte, dass die Tage als «Geheimtip» endgültig gezählt seien, da das Pop-Duo aus der Ostschweiz zu Recht einen Vertrag des Plattengiganten Sony erhalten habe: «Verses of Life heisst das neue Album. Es entstand im Studio des Gitarristen und Produzenten Max Lässer. Unter seiner Aufsicht erweiterten Two Tunes ihren Sound mit Schlagzeug, Keyboards und Bläser zu einem jazzigen Stil-Mix. Er erinnert nicht zuletzt dank Schilters Gesang an Sting. […] Trotz neuer Klangfarbe war es den beiden wichtig, ihre Stücke einfach zu halten. Stimmen und Gitarren stehen immer noch im Mittelpunkt der Musik. […] Das Duo aus der Nähe von Sargans ist optimistisch, was die musikalische Zukunft angeht. Auf Ausland-Ambitionen angesprochen geben die beiden sich aber – anders als die meisten Schweizer Kollegen – vorsichtig. Mit der einfachen Begründung, dass Musik für sie ein Muss und kein Ego-Trip ist.» Die Zeitschrift Tele doppelte nach: «Und wieder hat sich eine Schweizer Band einen Vertrag bei einer ‹grossen› Firma ergattert: Das Ostschweizer Duo Two Tunes liefert sein neues Album Verses of Life (Epic 474699 2) bei Sony Music ab. Der jazzige Gitarrenpop erinnert phasenweise stark an die Solowerke von Ex-Police-Musiker Sting. Dennoch wurden unter der Regie des Schweizer Ausnahmegitarristen und Produzenten Max Lässer elf eigenständige Songs eingespielt, die durch ihre schlichte Schönheit bestechen.»

## Auflösung
Trotz dem grossen Erfolg des Albums Verses of Life entschieden sich Schilter und Sele nach der Tournee, die Band aufzulösen und gemeinsam musikalisch neue Wege zu gehen. Sie gründeten zusammen mit zwei neuen Musikern die Wave-Formation Nuuk und veröffentlichten von 1997 bis 2004 drei Alben. 2006 trennten sich die beiden langjährigen Musikgefährten, und Michael Sele rief die Dark-Rock-Formation The Beauty of Gemina ins Leben.

## Diskografie
Alben
- 1991: Raindrops Talking (CD)
- 1993: Verses of Life (CD)

Singles
- 1993: Verses of Life (Radio Edit) / In Blue / Verses of Life (Album Version) (CD-Single)
- 1994: Dublin / Borders and Ghettos / It's Real (CD-Single)